# Hechos de La Gleva
Los Hechos de la Gleva se refieren al combate librado entre el austracista Ejército de Cataluña y el Ejército leal a Felipe V el 3 de febrero de 1714, y la posterior masacre de prisioneros de guerra catalanes ocurrida en el santuario de La Gleva (Las Masías de Voltregá) el 4 de febrero de 1714, en el marco de la Campaña de Cataluña —última fase de la Guerra de Sucesión Española—.

## La Guerra de Sucesión Española
La muerte sin descendencia del rey Carlos II en 1700 dio lugar a una guerra internacional que pronto se volvió guerra civil dentro de la misma Monarquía de España entre los partidarios de que su sucesor fuera del archiduque Carlos de Austria y los partidarios del duque Felipe de Anjou. Este último había sido elegido legítimo sucesor testamentario y en 1701 fue nombrado rey Felipe V de Castilla y IV de Aragón. En 1702 juró respetar las Constituciones de Cataluña pero la guerra ya había comenzado en los campos de batalla de Europa para la Casa de Austria había invadido los territorios españoles de Italia reclamando la sucesión para el archiduque Carlos de Austria. Ante las continuas derrotas militares borbónicas Felipe V no pudo continuar su itinerario para jurar los fueros del reino de Aragón y del reino de Valencia, trasladándose en persona al frente italiano. Ya en Barcelona en 1703 los austracistas, los partidarios del archiduque Carlos de Austria, recibieron el mote de Imperiales y Aguiluchos, mientras que los borbónicos, los partidarios de Felipe V, eran tildados de Butifleros. La Casa de Austria firmó una alianza militar con Inglaterra y Holanda y en 1704 las tropas aliadas lanzaron un desembarco sobre Barcelona con la complicidad de un reducido número de aguilucho barceloneses. Pero la tentativa fracasó y varios caudillos austracistas tuvieron que exiliarse. Para evitar nuevos intentos de insurrección el virrey de Cataluña Francisco de Velasco lanzó una represión indiscriminada, conculcando repetidamente las Constituciones de Cataluña, hecho que incrementó el odio contra Felipe V. Habiendo este regresado a Madrid después de la campaña italiana, la ciudad de Barcelona, que tenía el privilegio de nombrar embajadores propios, nombró embajador Pau Ignasi Dalmases para denunciar ante Felipe V en persona la actitud del virrey Velasco y la constante vulneración de las constituciones catalanas. Pero el 5 de febrero de 1705, nada más llegar a la corte de Madrid, el embajador fue detenido y encarcelado. Tres meses después estallaba la revuelta en Cataluña, siendo Vich el centro de la rebelión, y el 20 de junio de 1705 los caudillos austracistas catalanes exiliados firmaban el Tratado de Génova, una alianza militar entre Cataluña e Inglaterra en virtud de la cual Cataluña se comprometía a luchar por la causa del pretendiente al trono español Carlos de Austria con la ayuda militar de Inglaterra, y ésta se comprometía a defender las Constituciones de Cataluña fuera cual fuera el resultado de la guerra. En octubre de 1705 las tropas del archiduque Carlos de Austria conquistaron Barcelona tras asediarla, y la Generalidad de Cataluña y los Consellers de Barcelona le aclamaron como a un liberador. Días más tarde el archiduque Carlos de Austria era proclamado legítimo rey Carlos III de España, jurando respetar las Constituciones de Cataluña y convirtiendo a Barcelona en sede de su corte y baluarte austriacista durante el resto de la guerra.
En abril de 1706 las tropas de Felipe V contraatacaron e iniciaron el sitio de Barcelona (1706) para reconquistar la ciudad. Fracasado el asedio, poco después el reino de Aragón y el reino de Valencia reconocían a Carlos de Austria como a legítimo rey. Las tropas austracistas conquistaron Madrid en 1706, pero se retiraron de la ciudad hasta ser derrotados en la Batalla de Almansa en 1707. Tras un fallido tratado de paz en 1709, las tropas austracistas lanzaron una nueva ofensiva que culminó en 1710 con la conquista nuevamente de Madrid, pero fueron forzados a abandonar la ciudad tras la llegada de refuerzos franceses. En 1711 la posición militar de los austracistas era ya muy comprometida; en septiembre de este año del archiduque Carlos de Austria dejó la Península porque su hermano había muerto y él era el sucesor como emperador del Sacro Imperio Romano Germánico. El 1712, durante las primeras negociaciones de paz en Utrecht, los embajadores del ya emperador Carlos VI insistieron en que el Principado de Cataluña fuera elevado a la categoría de república independiente. Pero tras la renuncia de Felipe V al trono de Francia (artículo 2), la entrega del peñón de Gibraltar (artículo 10.º) y de la isla de Menorca (artículo 11.º), y las concesiones comerciales en América (artículo 12.º), los ingleses cedieron ante Felipe V. A pesar de haber firmado el Tratado de Génova en virtud de la cual Inglaterra se comprometía a defender las Constituciones de Cataluña fuera cual fuera el resultado de la guerra, abandonaron la causa de los catalanes y firmaron la paz con Felipe V. Este se comprometió en el artículo 13.º del Tratado de Utrecht a conceder una amnistía general a los catalanes, y a concederles sólo los mismos derechos y privilegios que los habitantes de Castilla, lo que suponía una abolición de facto de las Constituciones de Cataluña.

## La declaración de guerra de Cataluña y la sublevación del Llusanés

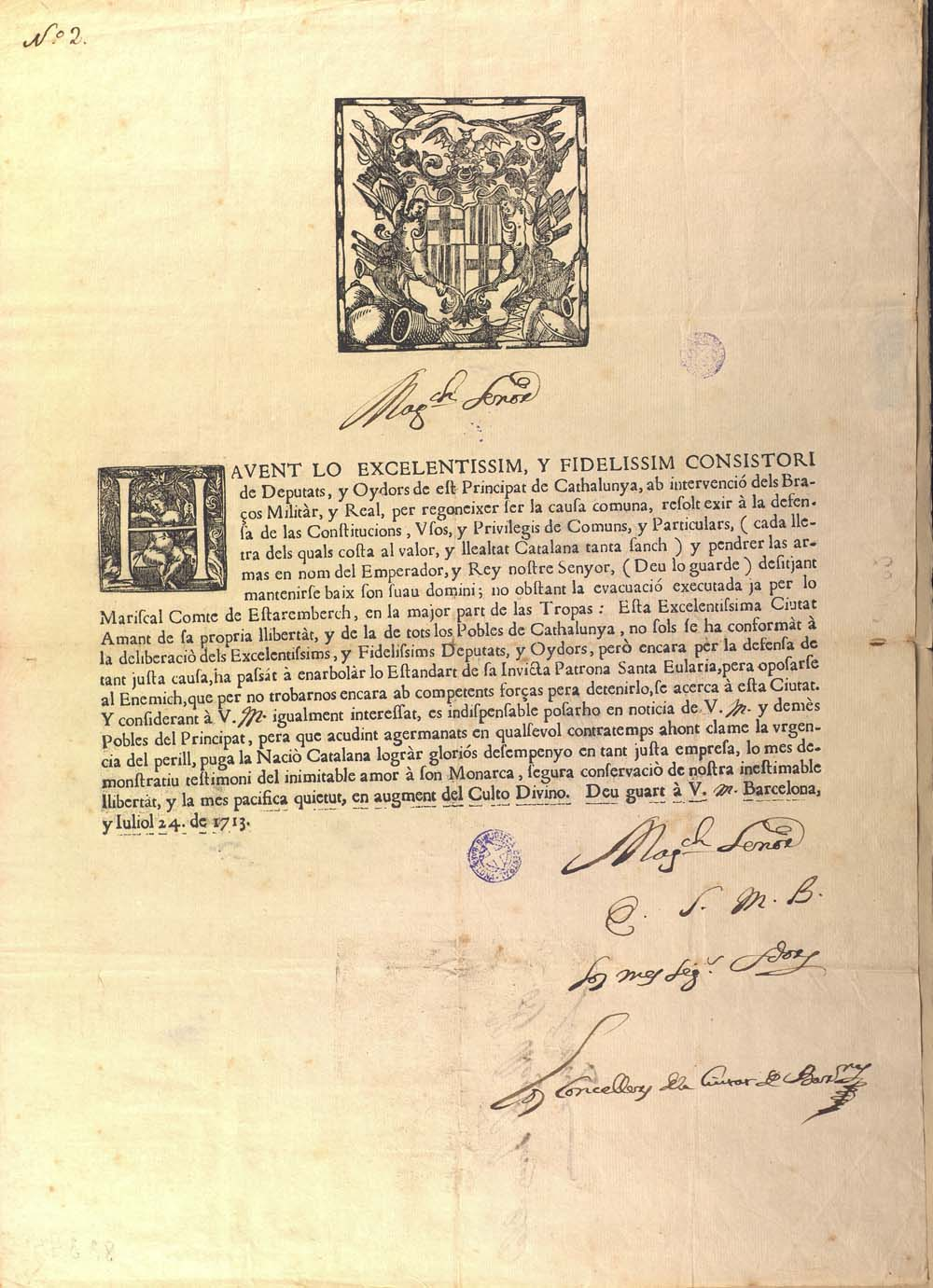
El 9 de julio del 1713 Cataluña declaró oficialmente la guerra contra Felipe V y contra Francia. En esta carta del 25 de julio de 1713 enviada a diversas villas y ciudades catalanas los Consellers de Barcelona informaban de la proclamación de la guerra y apelaban a la lucha para que «pueda la Nación Catalana lograr glorioso desempeña en tanto justa empresa»

El 30 de junio de 1713, ante las noticias que iban anticipando la consumación de la traición inglesa, se convocó en Barcelona un Parlamento de Brazos (Junta de Brazos) para deliberar si Cataluña debía someterse a Felipe V o proseguir la guerra en solitario. Finalmente el 6 de julio de 1713 se llegó a la resolución de continuar la guerra, pero los diputados de la Generalitat, contrarios a la proclamación, dilataron la entrada en vigor legal del edicto tres días. En la sexta instancia presentada por los parlamentarios de los brazos generales se recordaba a los diputados de la Generalitat que era su deber la «conservación de las libertades, privilegios y prerrogativas de los catalanes, que nuestros antecesores a costa de sangre gloriosamente derramada consiguieron, y nosotros hemos asimismo de mantener ». Finalmente el 9 de julio de 1713 Cataluña declaraba oficialmente la guerra contra Felipe V y contra Francia. Proclamada la guerra se inició la movilización para levantar el Ejército de Cataluña; días después los representantes del reino de Aragón y del reino de Valencia exiliados en Barcelona se adhirieron formalmente a la declaración de guerra. Mientras estando las tropas aliadas habían ido abandonado sus posiciones en Cataluña para ser evacuadas, y las tropas borbónicas ocuparon todo el Principado sin la menor oposición mientras proclamaban que la guerra había terminado y que Felipe V respetaría las Constituciones de Cataluña. El 25 de julio de 1713 llegaron ante las murallas de Barcelona, que junto con las fortalezas de Cardona y Castellciutat eran los últimos baluartes resistentes a la invasión borbónica, mientras el resto de villas y ciudades catalanas confiaban en que la guerra había terminado.
Los dirigentes catalanes cercados por las tropas borbónicas en Barcelona se apresuraron a enviar cartas a todas las villas y ciudades desmintiendo la propaganda borbónica e informando que en Barcelona se había declarado la guerra contra Felipe V y contra Francia para que en el Tratado de Utrecht Felipe V no se había comprometido a respetar las Constituciones de Cataluña, sino que en realidad las había abolido de facto imponiendo en Cataluña las leyes de Castilla. Durante agosto salió de Barcelona una expedición militar a fin de explicar los hechos ocurridos, abrir el frente de guerra en el exterior de Barcelona, reclutar tropas para la Ejército de Cataluña, y enlazar con las guarniciones que resistían a Cardona y Castellciutat, pero la expedición terminó en fracaso. En noviembre del 1713 Rafael Casanova llegó al poder en Barcelona y su nuevo gobierno supuso un cambio radical con el anterior ejecutivo, que había sido encabezado por Manuel Flix, quien públicamente había declarado contrario a la guerra pero había continuado en el cargo por lealtad institucional. Durante los tres meses de su gobierno Rafael Casanova racionalizó la jerarquía militar de las tropas catalanas y cambió la estrategia bélica. El ejército catalán pasó a la ofensiva y en enero de 1714 se abrió finalmente el frente de guerra en el exterior de Barcelona. El éxito del gobierno de Rafael Casanova vino favorecido por la revuelta armada en diversos puntos del país debido al cobro de las contribuciones, un impuesto de guerra que las tropas borbónicas querían cobrar a todas las villas del país. La razón era que el intendente del ejército borbónico José Patiño Rosales había recibido órdenes de la corte de Madrid de cobrar a cualquier precio impuestos en Cataluña para evitar la inminente bancarrota que amenazaba las arcas de Felipe V, lo que de producirse le imposibilitaría continuar la guerra en Cataluña. Uno de los principales focos de la revuelta del enero del 1714 fue el Llusanés.

## Los Hechos de La Gleva

### El combate

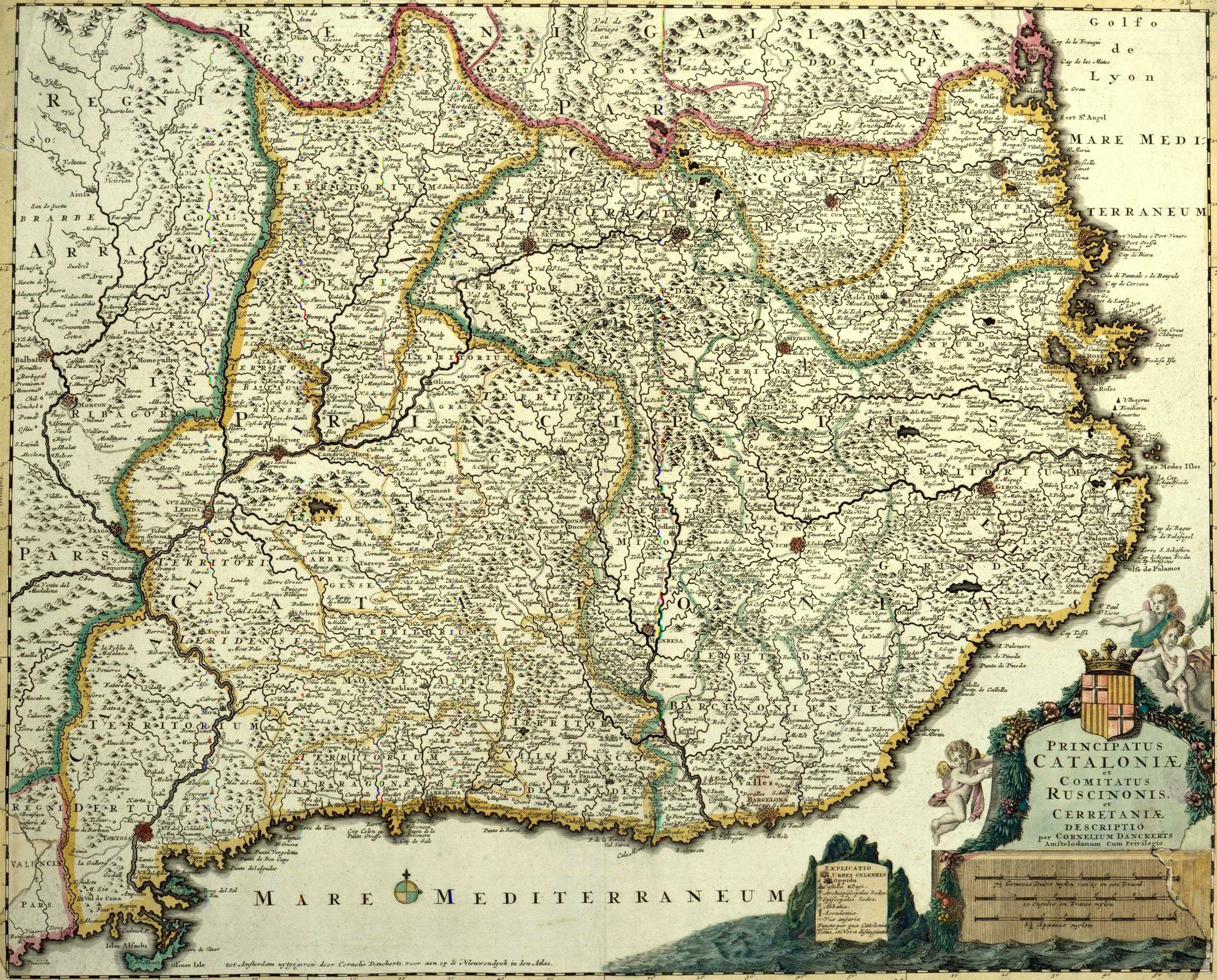
Mapa del Principado de Cataluña del.
Durante los siglos y era práctica habitual en los mapas de facturación extranjera atribuir erróneamente el escudo de armas propio de la ciudad de Barcelona al Principado de Cataluña.

En una fecha no determinada del mes de enero del 1714 los recaudadores borbónicos fueron a San Hipólito de Voltregá y de otras villas de zona para cobrar las contribuciones, el impuesto de guerra. Con las armas en la mano los lugareños se enfrentaron a los recaudadores borbónicos y en diferentes lugares los tomaron 89 caballos. El coronel de infantería Antonio Desvalls y de Vergós, marqués del Poal, había sido nombrado comandante supremo de todas las tropas catalanas que luchaban en el exterior de Barcelona. El 27 de enero ordenó al capitán de caballería aragonés Juan de Casanova que se dirigiera con un escuadrón de 30 caballos en la villa de San Hipólito de Voltregá para apoyar los aldeanos sublevados.
El 3 de febrero, llegado a La Gleva, el capitán Juan de Casanova reunió hasta 1200 habitantes enviados por los Alcaldes de sus pueblos para levantar somatenes y preparar la defensa contra la previsible ofensiva borbónica. Poco después le llegó la noticia de que el mariscal de campo borbónico José Carrillo de Albornoz conde de Montemar había llegado a Vich, ciudad sometida por los borbónicos, y había ordenado al caudillo botifler Ambrosio que con sus hombres cortaran los pasos cercanos a San Hipólito para evitar que las tropas catalanas pudieran retirarse mientras él preparaba el cuerpo principal de las tropas borbónicas para atacarlos frontalmente. El capitán Juan de Casanova informó de la situación al capitán José Cararac y de Solà, hijo de la localidad cercana de San Martín de Sescorts y veterano de la guerra, pues había servido en el Real Ejército de Carlos de Austria en el regimiento de La Reina. Viendo que les habían cortado la retirada por los caminos, y que no había ningún otro escapatoria posible más que huir hacia la montaña pie arriba, el capitán Casanova y el veterano capitán de infantería José Cararac acordaron que este último con 300 aldeanos se haría fuerte en la villa de La Gleva para cubrir la retirada por la montaña del resto de somatenes. El capitán aragonés Juan de Casanova se comprometió a que en tres días retornaría con el grueso de las tropas catalanas a las órdenes del marqués del Poal para rescatarlos. En este tiempo, mientras terminan de organizar las tropas y los preparativos para la defensa, las tropas borbónico del mariscal conde de Montemar embistieron La Gleva y en la confusión de la retirada sólo quedaron en la villa con capitán Cararac 120 hombres, mientras el capitán Casanova con 58 caballos se enfrentó con las tropas borbónicas el tiempo suficiente para que los lugareños, en número de hasta 1.400, atravesaran la plana y huyeran por la montaña.

### La masacre de La Gleva
El capitán Cararac, al encontrarse con menos hombres de los que había previsto, no pudo defender las casas y subió al santuario de La Gleva, una posición elevada desde la que podía defenderse con más seguridad. Seguidamente ordenó fortificar la posición y construir parapetos. Los hombres bajo las órdenes del capitán Cararac se mantuvieron toda la tarde del 3 de febrero defendiendo la posición, pero al día siguiente, 4 de febrero, mientras estaba reconociendo la línea de defensa temiendo que las tropas borbónicas se construyeran fornells para hundirlas y atacarlos, fue muerto de un disparo. Muerto el capitán Cararac, todo el resto del día 4 de febrero quedó como comandante el capitán Rata, de San Hipólito de Voltregá. Habiendo perdido al veterano capitán Cararac y sintiéndose abandonados, el párroco de San Hipólito y el cura que residía en La Gleva persuadieron los lugareños que se rindieran y que permitieran que se acercaran dos oficiales borbónicos con los que podrían pactar una capitulación de palabra, las condiciones que obtuvieron los dos clérigos fueron las siguientes: que respetaran la vida de los lugareños, que no les desnudaran, ni les pidieran documentación, y que fueran conmutados en el primer cambio de prisioneros de guerra que hubiera. El capitán Rata consiguió escapar sin ser descubierto aprovechando la oscuridad de la noche del 4 al 5 de febrero. El 5 de febrero de madrugada llegaron a toda prisa 4000 hombres bajo las órdenes del marqués del Poal, las tropas catalanas atacaron el destacamento borbónico que quedaba en San Hipólito para socorrer a los sitiados en el santuario de La Gleva, mientras el grueso de tropas borbónicas se mantenía a salvo al otro lado del río después de haber incendiado la población. Pero entonces ya era demasiado tarde; una vez rendidos y desarmados, las tropas borbónicas habían traicionado la buena fe y la palabra dada a los religiosos de San Hipólito: entre 100 y 120 aldeanos presos de guerra habían sido degollados.

## Venganza por la masacre de La Gleva
Durante la sublevación del enero del 1714 también había tenido lugar el combate de Balsareny. Después del combate dos batallones borbónicos enteros del regimiento de infantería de León se habían rendido a las tropas catalanas. Los soldados leoneses prisioneros eran conducidos a la fortaleza de Cardona para estar encarcelados, pero de camino un destacamento borbónico comenzó a perseguir la columna con la esperanza de liberar a los soldados borbónicos cautivos. El comandante del destacamento felipista envió a decir a las tropas catalanas que custodiaban los presos que estaba tan cerca que los cogería a todos y los haría colgar como les había sucedido a los de La Gleva. Informados de esta manera de lo que había sucedido en La Gleva, las tropas catalanas que custodiaban a los presos borbónicos comenzaron a decir «Mueran estos, pues los nuestros fueron muertos», y todos los presos de guerra leoneses fueron asesinados en venganza por la masacre que anteriormente habían cometido los borbónicos en La Gleva.